# Brachystoma vittigerus
Brachystoma vittigerus är en tvåvingeart som först beskrevs av Philippi 1865.  Brachystoma vittigerus ingår i släktet Brachystoma och familjen Brachystomatidae. Inga underarter finns listade i Catalogue of Life.